# Riether Werder
Riether Werder  también llamada Riethscher Werder, es una isla en el Neuwarper See, una bahía en la laguna de Stettin. Es la única isla en la laguna que está en territorio de Alemania.
La primera mención registrada de la isla se remonta al año 1252, cuando el duque de Pomerania Barnim I concedió esta isla, junto con otras posesiones a la Abadía de Eldena. Fue entonces cuando se le dio el nombre eslavo de Wozstro. El nombre actual de la isla se deriva de la aldea de Rieth en la orilla sur de la bahía.